# Château de Montlhéry
Le château de Montlhéry est un ancien château fort, de nos jours ruiné, situé dans la commune française de Montlhéry, au cœur de l'ancien pays de Hurepoix, sur la rive gauche de l'Orge, dans le département de l'Essonne et la région d'Île-de-France.

## Localisation
Le château de Montlhéry est situé dans la commune homonyme dans la région naturelle du Hurepoix qui se caractérisait au Moyen Âge par une forêt dense. Il est situé sur une colline culminant à cent trente-sept mètres au-dessus du niveau de la mer, qui domine la vallée de l'Orge et de son affluent la Sallemouille. Il repose sur une butte d'âge stampien composée de sables de Fontainebleau et de grès sur soixante mètres d'épaisseur, recouvrant une couche de marne. Le sol alentour est couvert de végétation composée de pin, genêt, bruyère et fougère aigle.

## Historique
Vers 991, Thibaud de Montlhéry, premier seigneur du lieu par sa charge de forestier, fortifia la butte d'une motte castrale, composée d'une tour sur solins entouré d'une chemise. Les ruines de fondation laissent apparaître un polygone ovalisé de trente mètres sur vingt-cinq, avec une plate-forme de dix mètres de diamètre à sept mètres de hauteur. L'ensemble était protégé par une enceinte englobant le motte et la première cour, et l’emplacement du château actuel.
Ce fut son héritier, Gui Ier de Montlhéry, qui épousant Hodierne de Gometz, dame de Gometz et de La Ferté devint plus puissant. Il bâtit le prieuré Saint-Pierre et l'église Notre-Dame, sa femme fit construire le monastère de Longpont. Leurs enfants accrurent ce pouvoir, Milon Ier de Montlhéry devint vicomte de Troyes et Gui Ier de Rochefort devint comte de Rochefort. Tous trois furent liés à Philippe Ier jusqu'à l'annulation du mariage de Lucienne de Rochefort, sa fille avec Louis, héritier du trône, futur Louis VI. 
En 1096, Milon Ier et son fils Gui II, son frère Gui de Rochefort et son neveu Hugues de Crécy partirent pour la première croisade. Mais Gui II de Montlhéry dit Gui Trousseau s'enfuit devant Antioche et fut déshonoré. Il fut contraint en 1104 d'abandonner son château au roi en échange du mariage de sa fille Élisabeth de Montlhéry avec le prince Philippe de Mantes, fils cadet du souverain.
Mais en 1105, Milon II de Montlhéry revendiqua la seigneurie et attaqua le château par ruse. Il fut une première fois débouté par Gui Ier de Rochefort. Par sécurité et malgré la paix retrouvée, Louis VI fit détruire les fortifications à l'exception de la tour. Il en donna les restes à son frère Philippe de Mantes qui l'offrit à Hugues de Crécy. Contraint de l'abandonner par le roi, le château revint enfin à Milon II. En 1118, son cousin Hugues dépité l'enleva et l'assassina dans son château de Châteaufort. Puni, il dut définitivement rendre ses terres au pouvoir royal.
En 1144, Louis VII séjourna avec son ministre Suger au château. En 1227, Saint Louis se réfugia au château devant les risques d'enlèvement à Étampes. En 1311, le comte de Flandre, Louis Ier de Flandre, dit Louis de Dampierre, Louis de Nevers ou Louis de Crécy, fut emprisonné ici. En 1358, les Anglais assiégèrent le château mais ne le prirent pas. En 1360, ils y réussirent jusqu'à la nomination d'un nouveau prévôt par Charles VI. En 1409, les Armagnacs prirent le château, chassés en 1413 par Jean Sans Peur lui-même battu en 1418 par le prévôt de Paris Tanneguy III du Chastel. En 1423, le château tomba entre les mains de Jean de Lancastre jusqu'en 1436 où elle revint à Charles VII.
Le 16 juillet 1465, le château servit de base arrière aux troupes de Louis XI au cours de la bataille de Montlhéry contre Charles le Téméraire. En 1529, François de Pérusse des Cars devint comte de Montlhéry. En 1562, Louis Ier de Bourbon-Condé prit le château qui devint le quartier-général des Calvinistes. En 1585, il revint à Henri III qui ordonna la réfection des fortifications. Le 5 avril 1590, Henri IV séjourna une dernière fois au château avant que le gouverneur de Paris ne décide en 1591 de son démantèlement à l'exception du donjon.
En 1764 et 1772, Philippe de Noailles, comte de Montlhéry établit un procès-verbal stigmatisant l'état de délabrement du château. Les fossés furent alors comblés et devinrent des jardins entre 1767 et 1771.
En 1822, François Arago, accompagné de Louis Joseph Gay-Lussac et Urbain Le Verrier, entreprirent de calculer la vitesse du son en tirant un coup de canon du sommet de la tour par nuit noire, visible et entendu à l'observatoire de Villejuif. En 1823 fut installée une tour de Chappe au sommet, visible depuis Fontenay-aux-Roses et Torfou. Le 5 avril 1842, l'État prit possession de la tour qui fut classée monument historique deux ans plus tôt. Henri Labrouste entreprit la réfection de la tour et aménagea la terrasse jusqu'en 1846, Garrez, ajouta les passerelles et la grille d'entrée, Selmersheim acheva les travaux en 1889. Le 5 juin 1874, Alfred Cornu mesura à son sommet la vitesse de la lumière depuis l'observatoire de Paris. Le 7 mai 1914, un inventeur nommé Defieber y testa un modèle de parachute. Le 20 juin 1934, la foudre tombée sur la tour l'endommagea.

## Description

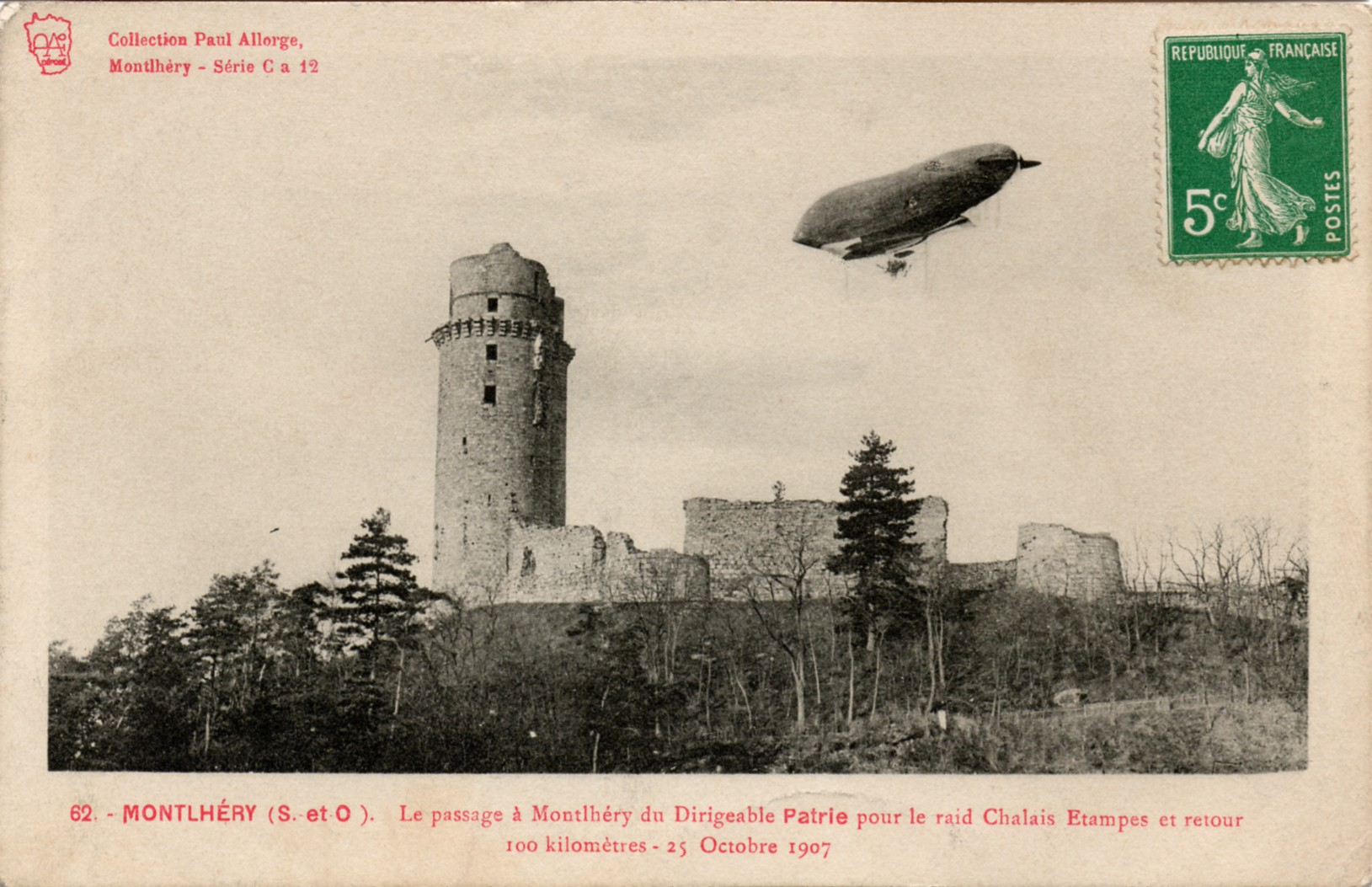
Le château de Montlhéry survolé par le dirigeable Lebaudy Patrie en 1907.

Le château est construit sur un pignon rocheux, le plus haut de la contrée. Des fossés ont été creusés pour défendre la forteresse. Elle est bâtie sur un axe est-ouest, l'entrée principale se trouvant orientée plein est. Elle a la forme d'un pentagone, composé d'un rectangle de vingt-six à trente mètres de largeur et trente-cinq mètres de longueur. S'ajoute un triangle isocèle dont la pointe est couronnée par la tour maîtresse primitivement isolé. Elle était complétée de quatre tours circulaires à chaque angle de la forteresse et d'un châtelet d'entrée rectangulaire ouvrant sur un pont-levis. Dans la cour, accolé à l'enceinte nord se dressait un bâtiment divisé en deux salles surmonté d'un étage long de seize mètres cinquante et large de sept, côté sud se trouvait une galerie à arcades.
Les courtines avaient une épaisseur de 2,3 à 2,9 mètres à la base et un mètre au sommet, situé à huit mètres du sol des fossés. Les quatre tours avaient un diamètre de 7,5 mètres et leur épaisseur s'établissait à deux mètres.
La tour maîtresse culminait à trente mètres au-dessus de la cour intérieure, d'un diamètre de 9,6 mètres, ses murs avaient une épaisseur de deux mètres. Elle était répartie en six niveaux, le premier d'un diamètre de 4,5 mètres sous une voûte à croisée d'ogives à six pans, culminant à six mètres, le deuxième niveau reprenait les mêmes proportions et donnait accès à une tourelle de 3,45 mètres de diamètre. Le troisième niveau est de plan carré d'un côté de 5,10 mètres, il était équipé d'une cheminée et de latrines suspendues au-dessus du vide de la cour. Le quatrième étage était semblable. Le cinquième étage présentait la spécificité de disposer d'un chemin de ronde avec mâchicoulis large d'un mètre cinquante et culminant à vingt-deux mètres au-dessus de la cour. Le sixième étage était le seul avec un plan rectangulaire de quatre mètres cinquante de largeur et cinq mètres cinquante de longueur. Un toit en poivrière couvrait la tour, il fut remplacé au XIXe siècle par une terrasse. Un escalier rampant intégré à la muraille permettait l'accès aux étages.
Un puits profond de soixante et onze mètres était creusé à l'angle sud-est de la cour. Une cave à vin voûtée, longue de cinq mètres, large d'un mètre soixante-quinze et haute de deux mètres, complétées par quatre cellules profondes de deux mètres dix.
Trois basses-cours étaient construites en avant de l'entrée du château. Une chapelle, longue de quinze mètres et large de huit était construite dans la seconde basse-cour.

## Restauration

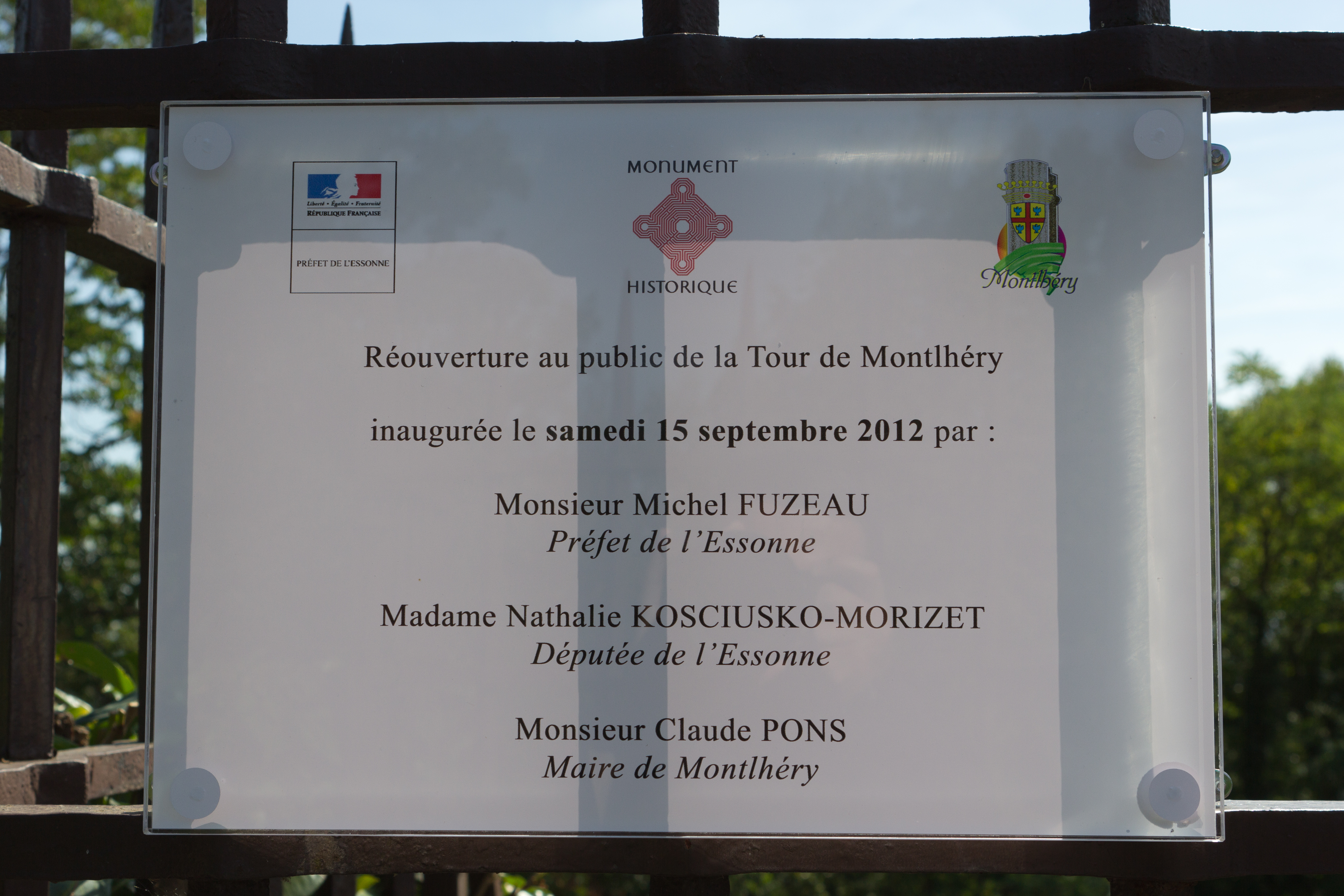
Plaque commémorative de la réouverture au public de la tour en septembre 2012.

En 1992, la tour du château est fermée au public. Plusieurs études de restauration sont alors entreprises mais n'aboutissent pas. Un projet est finalement retenu en décembre 2000. Les travaux de restauration consistent en la stabilisation et l'étanchéification du sommet de la tour, la fortification des sols et des murs du château et la mise en sécurité et la protection du pont d’accès et abords du site. Les travaux sont terminés en 2009 et des visites de la tour rénovée sont organisées lors des journées du patrimoine de 2009. Puis, en 2010 et en 2011, des « journées test » sont à nouveau organisées afin de tester la fréquentation du site et la rentabilité d'une ouverture permanente au public. La tour est officiellement rouverte au public le 15 septembre 2012 lors des journées du patrimoine de 2012.

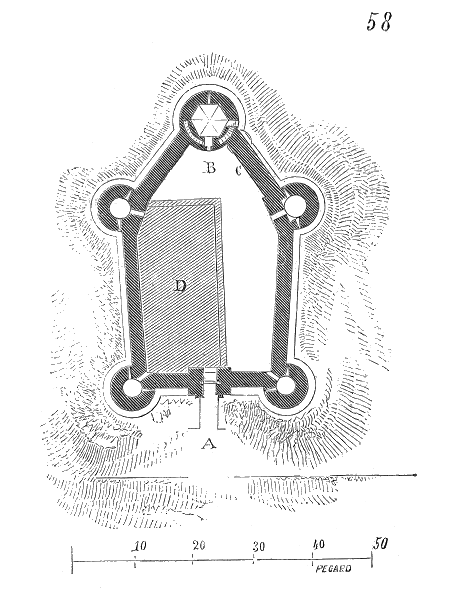
Plan du château de Montlhéry.
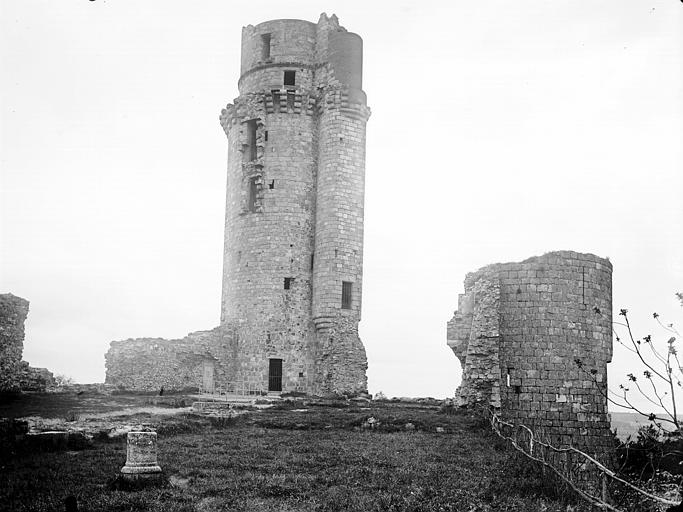
Le château en 1897.
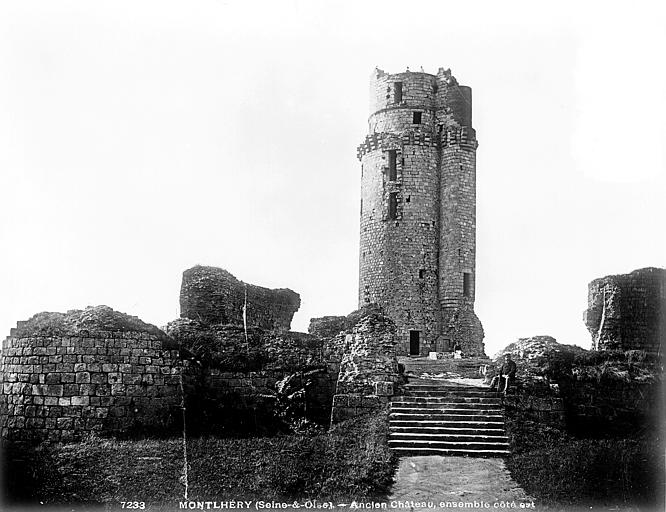
Le château en 1920.
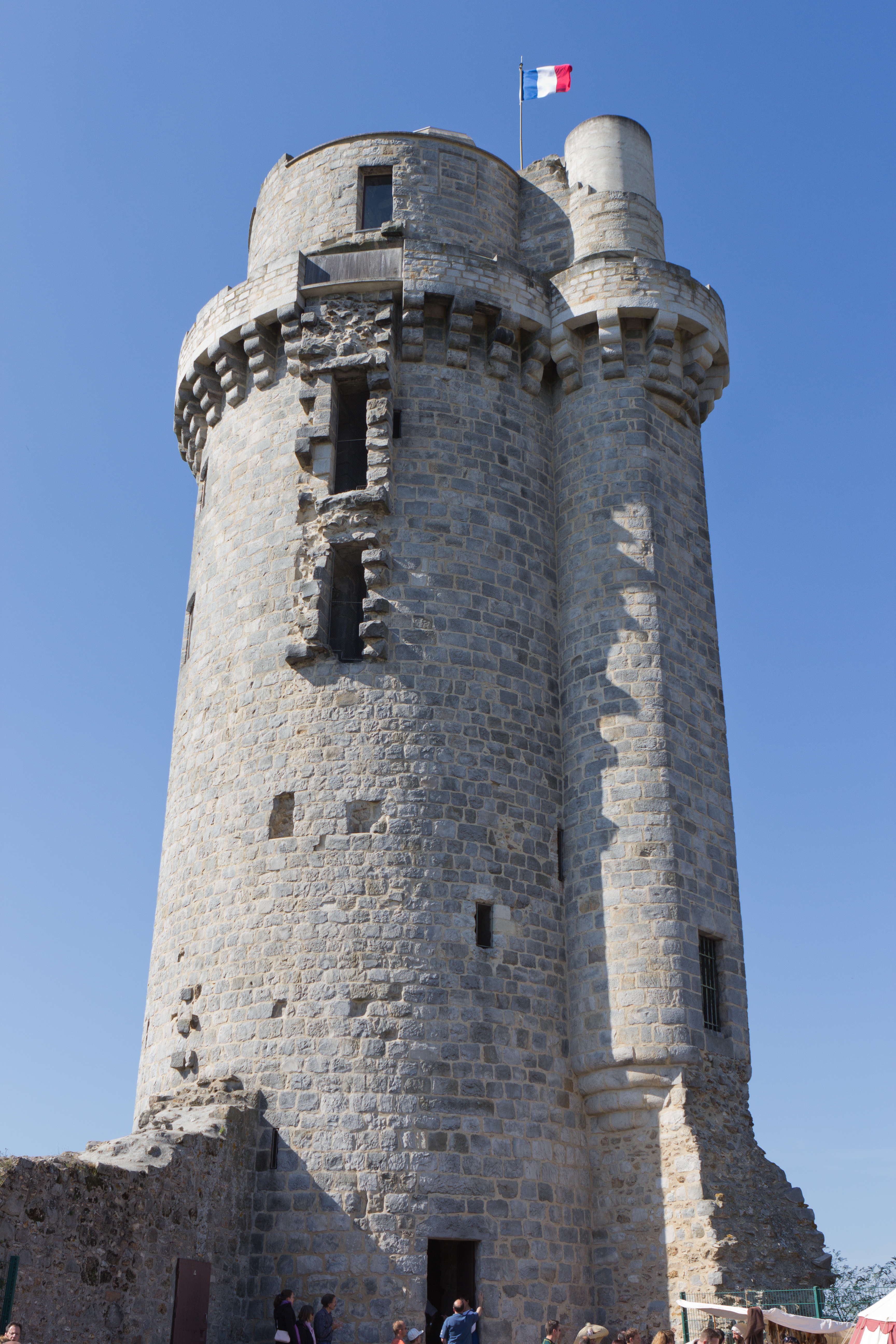
La tour en septembre 2012.
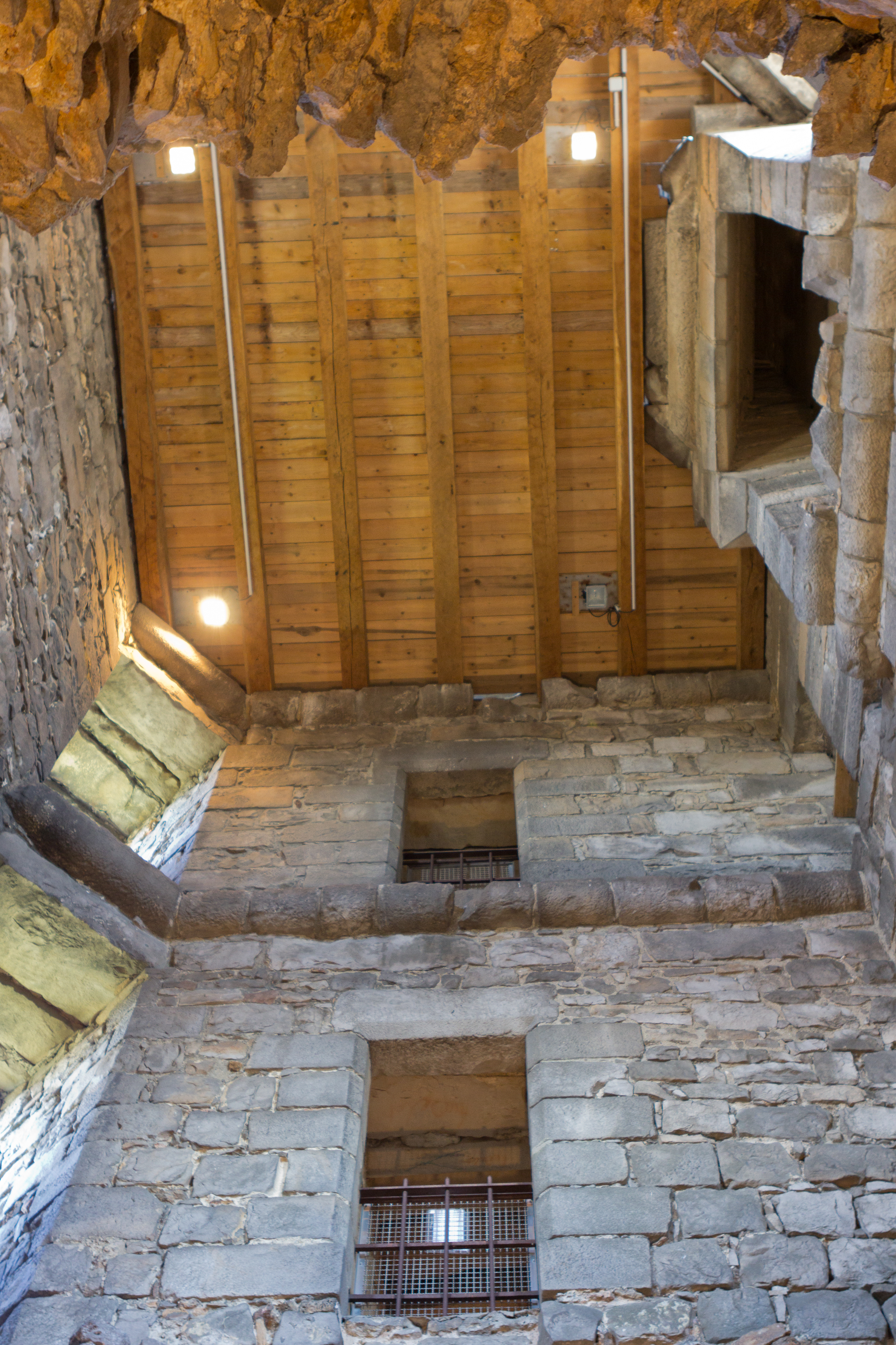
Intérieur de la tour en septembre 2012.